# Куп Мађарске у фудбалу 1970.
Куп Мађарске у фудбалу 1970. (мађ. 1970-es magyar labdarúgókupa) је било 31. издање серије, на којој је екипа Ујпешт Дожа тријумфово по 2. пут.

## Четвртфинале
| Тим #1         | Резултат | Тим #2     |
| -------------- | -------- | ---------- |
| 1970.          |          |            |
| Ујпешт Дожа    | 2 : 1    | ФК МТК     |
| 1970.          |          |            |
| ФК Вашаш       | 5 : 0    | Печуј Дожа |
| 1970.          |          |            |
| ФК Комло Бањас | 1 : 1    | Раба ЕТО   |
| 1970.          |          |            |
| ФК Диошђер ВТК | 2 : 1    | ФК Чепел   |

## Полуфинале
| Тим #1         | Резултат | Тим #2         |
| -------------- | -------- | -------------- |
| 1970.          |          |                |
| Ујпешт Дожа    | 4 : 2    | ФК Вашаш       |
| 1970.          |          |                |
| ФК Комло Бањас | 2 : 1    | ФК Диошђер ВТК |

## Финале[2]
| Ујпешт Дожа                             | 3 : 2    | ФК Комло Бањас                     |
| --------------------------------------- | -------- | ---------------------------------- |
| Антал Дунаи 7’ · Ласло Фазекаш 35’, 64’ | Извештај | Петер Јухас 38’ · Ласло Хорват 90’ |